# Nippon Cultural Broadcasting
Nippon Cultural Broadcasting, Inc. (株式会社文化放送 Kabushiki Gaisha Bunka Hōsō?,  JOQR, QR) es una emisora de radio japonesa en Tokio, que emite a toda el área de Kantō. Es una de las dos emisoras principales de la National Radio Network (NRN) (la otra emisora es Nippon Broadcasting System, Inc. (株式会社ニッポン放送?)) y está relacionada con la Fuji Television.
JOQR movió sus oficinas centrales de Wakaba, Shinjuku a QR Media Plus en Hamamatsuchō, Minato el 24 de julio de 2006, y empezó a emitir desde Hamamatsuchō a las 13:00 del mismo día. Sus oficinas se encuentran por lo tanto en "QR Media Plus, 31, Hamamatsuchō Itchōme, Minato, Tokio, Japón".

## Emisión
- Indicativo: JOQR
- Frecuencia: 1310 kHz 31 de marzo de 1952 - 14 de agosto de 1953) → 1130 kHz (15 de agosto de 1953 - 22 de noviembre de 1978) → 1134 kHz (23 de noviembre de 1978 - presente)
- Potencia: 10 kW (31 de marzo de 1952 - 30 de marzo de 1954) → 50 kW (31 de marzo de 1954 - noviembre de 1971) → 100 kW (noviembre de 1971 - presente)
- Hora: de las 5 los lunes a las 26 los domingos (2 de la madrugada del lunes)

## Programas
- Partidos del Saitama Seibu Lions
- Say! Young
- Festival de música de Shinjuku